# Alternative Streitbeilegungsstellen
Alternative Streitbeilegungs-Stellen (AS-Stellen) sind nach Art 4 Abs. 1 der AS-Richtlinie (AS-RL) Stellen, die unabhängig von ihrer Bezeichnung auf Dauer eingerichtet sind, die Beilegung einer Streitigkeit in einem AS-Verfahren anbieten und in einer Liste gemäß Artikel 20 Absatz 2 der AS-RL geführt werden.
AS-Stellen und das AS-Verfahren müssen nach der AS-RL bestimmte Kriterien im Hinblick auf die Unparteilichkeit, Unabhängigkeit, Transparenz gewährleisten und es sind verschiedene Anforderungen auch hinsichtlich der Informationspflicht der Parteien sowie des Datenschutzes zwingend vorgegeben.
Die AS-Stellen werden gemäß der AS-RL von den Unionsmitgliedstaaten eingerichtet. Betreiber der AS-Stellen können öffentliche oder private Einrichtungen sein. Zwingende Voraussetzungen für eine AS-Stelle sind (Beispiele):
- andauernde Erfüllung der nationalen Voraussetzungen,
- Aufnahme in eine ständig zu aktualisierende nationale Liste der AS-Stellen,
- die Meldung als AS-Stelle nach Art 20 Abs. 2 ADR-RL an die Europäische Kommission.

Der Name AS-Stelle ist nicht zwingend, es kann im nationalen Recht auch eine andere Bezeichnung (z. B. Streitschlichtungsstelle, Schlichtungsstelle oder Verbraucherschlichtungsstelle, Kundenbeschwerdestelle etc.) gewählt werden.
Das Verbraucherstreitbeilegungsgesetz (VSBG) regelt die Einrichtung der Verbraucherschlichtungsstellen in Deutschland, Österreich und Liechtenstein haben Alternative-Streitbeilegung-Gesetze (AStG).